# Franz Kuhlmann
Franz Wilhelm Kuhlmann (* 27. Februar 1877 in Wilhelmshaven; † 7. Februar 1965 ebd.) war ein deutscher Unternehmer.

## Werdegang
Kuhlmann war Sohn des Uhrmachers Bernhard Friedrich Kuhlmann, der im Jahr 1878 ein Uhrengeschäft in Wilhelmshaven erwarb und es u. a. um eine mechanische Werkstatt ausbaute. Franz Wilhelm Kuhlmann übernahm 1899 die mechanische Werkstatt und gründete 1903 seine eigene Werkstatt für Präzisionsmechanik und Maschinenbau, der späteren Franz Kuhlmann KG, mit Werken in Rüstringen und Bad Lauterberg im Harz. Insbesondere mit der Konstruktion von Zeichenmaschinen und Zeichentischen begründete er den weltweiten Erfolg seines Unternehmens, das in mehr als 60 Länder exportierte.
1957 richtete er eine Stiftung zur Förderung eines Lehrstuhls für internationales Privatrecht ein. Er war Mitglied der Industrie- und Handelskammer Oldenburg.

## Ehrungen
- 1953: Verdienstkreuz (Steckkreuz) der Bundesrepublik Deutschland
- 27. Februar 1957: Ehrenbürger der Stadt Wilhelmshaven